# Friedrich Langewiesche
Friedrich Langewiesche, Sohn des Buchhändlers Adolf Langewiesche, (* 26. Mai 1867 in Elberfeld (heute Stadtteil von Wuppertal); † 2. Dezember 1958 in Bünde) war Lehrer, Turner, Sammler, Heimat- und Naturforscher.

## Leben
Seine Jugendzeit verbrachte er in Godesberg. Dort besuchte Langewiesche zunächst eine evangelische Volksschule und später eine höhere Privatschule. In der Untersekunda wechselte er 1882 auf das Evangelisch Stiftische Gymnasium nach Gütersloh, der Heimatstadt seiner Mutter. Hier bestand er 1886 die Reifeprüfung. Es folgten Studienjahre in Halle (Saale) und Bonn. Er trat den christlichen Studentenverbindungen Hallenser Wingolf und Bonner Wingolf bei.
Erste Unterrichtserfahrungen als Lehrer sammelte Langewiesche in Schulen in Bonn und in Wesel. Von 1894 bis 1895 nahm er eine Stelle als Hilfslehrer an einem Gymnasium in Mülheim an der Ruhr an. Dann leitete er für ein Jahr ab 1895 die höhere private Knabenschule in Versmold. Hier lernte er Clara Tellmann kennen, die er 1896 heiratete. Im gleichen Jahr zog er mit seiner Frau nach Bünde und wurde hier am 1. April 1896 wissenschaftlicher Lehrer an der evangelischen höheren Stadtschule, dem späteren Realgymnasium. Er wurde zum Oberlehrer und 1909 zum Gymnasialprofessor befördert. 1929 ließ sich Friedrich Langewiesche als Oberstudienrat mit 62 Jahren in den Ruhestand versetzen.
Nach der Gründung eines Kreisheimatmuseums im Zusammenhang mit der Gründung eines Tabak- und Zigarrenmuseums in Bünde durch den damaligen Bürgermeister der Stadt Richard Moes am 9. Mai 1937 übernahm Friedrich Langewiesche zunächst die Leitung des Kreisheimatmuseums. Dort konnte er seine über Jahrzehnte zusammengetragene geologisch-paläontologische Sammlung unterbringen. Richard Moes führte zunächst das Tabak- und Zigarrenmuseum, musste dieses Amt aber nach Auseinandersetzungen mit dem von der NSDAP beherrschten Stadtrat in Bünde abgeben. Friedrich Langewiesche übernahm deshalb 1939 auch die Leitung des Tabak- und Zigarrenmuseums. Am 29. August 1939 beantragte er die Aufnahme in die NSDAP und wurde zum 1. November desselben Jahres aufgenommen (Mitgliedsnummer 7.237.835). Er leitete die unter dem Titel Kreisheimat-, Tabak- und Zigarrenmuseum zusammengefasste Einrichtung bis 1951. Danach zog er sich, zunehmend auch gesundheitlich angeschlagen, allmählich aus dem öffentlichen Leben zurück.
1953 wurde Friedrich Langewiesche von der Stadt Bünde zum ersten Ehrenbürger der Stadt ernannt und 1956 erhielt er das Große Verdienstkreuz der Bundesrepublik Deutschland.

## Öffentliche Person
Friedrich Langewiesche war in Bünde ein Mann des öffentlichen Lebens. Er gründete den Philologenverband Bünde und nach dem Ersten Weltkrieg eine Jugendherberge und einen Ortsverein des Deutschen Jugendherbergswerkes. Er trat dem Verschönerungsverein bei und war ab 1911 für 40 Jahre Vorsitzender dieses Vereins. Neben der Mitgliedschaft im lokalen Heimatverein engagierte sich Friedrich Langewiesche für den Heimatschutz und die Denkmalpflege in Minden-Ravensberg und gehörte 1915 zu den Mitbegründern des Westfälischen Heimatbundes. Auch im Historischen Verein für die Grafschaft Minden-Ravensberg arbeitete der engagierte Studienprofessor mit. Von 1902 bis 1923 war Friedrich Langewiesche Mitglied des Bünder Stadtrates. Im Jahr seiner Pensionierung als Oberstudienrat 1929 wurde Friedrich Langewiesche auf Vorschlag der westfälischen Provinzialverwaltung durch den Preußischen Minister für Wissenschaft, Kunst und Volksbildung zum Vertrauensmann für die Denkmalpflege in Minden-Ravensberg berufen. Zur Erhaltung des Hücker Moores setzte er sich im „Naturschutzverein für das Hücker Moor und das Elsetal“ ein. Aus beiden Vereinen entstand 1938 der Heimat- und Wanderverein Bünde.
Bereits in Versmold wurde er als engagiertes Mitglied des dortigen Turnvereins bald zum Turnwart ernannt. In Bünde trat er dem Bünder Turnverein bei und wurde 1930 für 30 Jahre dessen Vorsitzender. Danach wurde er Ehrenmitglied und 1933 Ehrenvorsitzender. Bis zu seinem 75. Lebensjahr nahm er am alljährlichen nach ihm benannten „Friedrich-Langewiesche-Treffen“ der über 50-jährigen Altersturner des Turngaues Minden-Ravensberg teil. Bis ins hohe Alter gehörte er immer zu den ersten, die sich zur Eröffnung der Badesaison im Bünder Freibad in das Schwimmbecken begaben.

## Geologe und Volkskundler

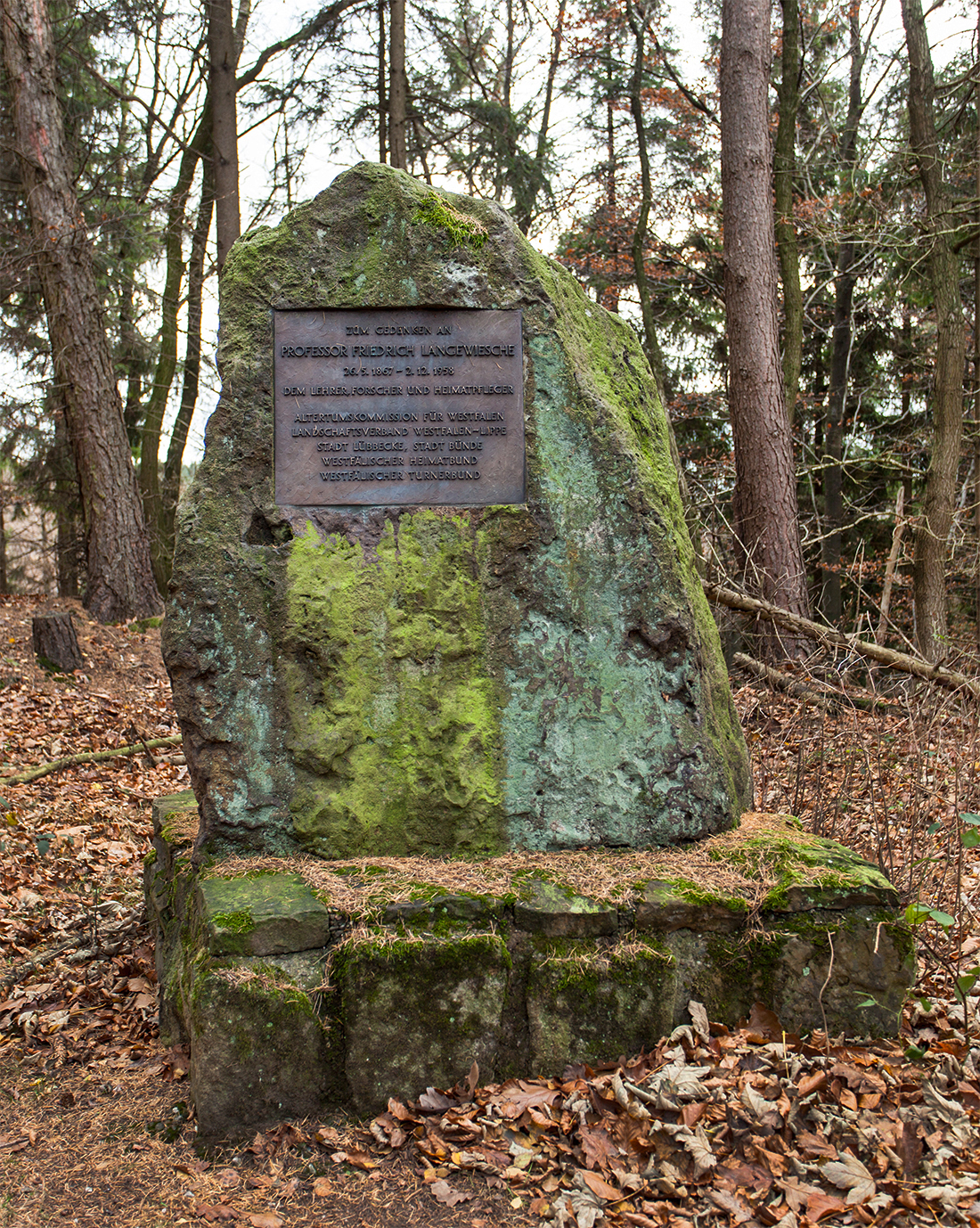
Friedrich Langewiesche Denkmal in der Wallburg Babilonie

Seit seinem Umzug nach Bünde faszinierten Langewiesche der Bünder Doberg und die dort gefundenen Versteinerungen. 1911 fand er mit einem weiteren Sammler einen 30 Millionen Jahre alten Schädel eines Zahnwals im Doberg. Schon ein Jahr später machte er die sensationelle Entdeckung eines ebenso alten Seekuhskeletts. Beide Funde wurden von den wissenschaftlichen Gremien Langewiesche zu Ehren „Eosqualodon langewieschei“ bzw. „Anomotherium langewieschei“ benannt. 1927 schenkte er die inzwischen umfangreicher gewordene Doberg-Sammlung der Stadt Bünde. Die Sammlung ist heute im Dobergmuseum – Geologisches Museum Ostwestfalen-Lippe in Bünde zu sehen.
Friedrich Langewiesche hatte intensive Kontakte zu den Universitäten in Göttingen und Berlin. Er publizierte zahlreiche Aufsätze zu geologischen Fragestellungen und machte den Doberg schnell über die regionalen Grenzen hinaus bekannt. 1924 wurde er Mitglied des Deutschen Archäologischen Instituts zu Frankfurt am Main. Doch der umtriebige Lehrer interessierte sich nicht nur für geologische Themen, sondern widmete einen Teil seiner Freizeit auch der Altertums- und Vorgeschichtsforschung. Als Mitarbeiter des Instituts für westfälische Landes- und Volkskunde untersuchte er auch ur- und frühgeschichtliche Gräber sowie die Wallburgen Nammer Lager, Babilonie und Wittekindsburg, die während der vorrömischen Eisenzeit errichtet wurden, im Gebiet Minden-Ravensberg.

## Der politisch engagierte Heimatforscher

### Alldeutscher Verband
Schon seine zahlreichen Vereinsmitgliedschaften und seine Mitgliedschaft im Bünder Stadtrat machen deutlich, dass Friedrich Langewiesche ein politisch engagierter Mensch war. Geprägt durch den beruflichen Aufstieg zum Studienprofessor aus kleinen Verhältnissen und seine Verankerung in den örtlichen Kreisen des städtischen Bildungsbürgertums prägten seine nationalkonservativen Vorstellungen, die sich im Engagement für nationale und heimatliche Belange äußerten. Seine spätere Sympathie für die nationalsozialistische Ideologie war Ergebnis seiner politischen Sozialisation. Langewiesche gehörte schon in seiner Studienzeit dem Alldeutschen Verband an und übernahm nach 1900 den Vorsitz der Ortsgruppe dieses Verbandes in Bünde. Der Alldeutsche Verband hatte sich 1891 in Berlin als überparteilicher Zusammenschluss gegründet und vertrat einen ausgesprochen nationalen Kurs. Zum Programm des Verbandes gehörte insbesondere die Bekämpfung aller Bestrebungen, die die Größe des Deutschen Reiches in Frage stellten, eine imperialistische Kolonial- und Flottenpolitik sowie ein ausgeprägter Antisemitismus.
Im Alter von 47 Jahren hätte Friedrich Langewiesche beim Ausbruch des Ersten Weltkrieges gerne als Soldat mit an der Front gekämpft, doch ein starker Sehfehler hinderte ihn daran. Sein Sohn Wilhelm erinnerte sich 1967 an diese Zeit: „Zu Beginn des Ersten Weltkrieges bedauerte mein Vater sehr, dass er wegen seiner Kurzsichtigkeit nicht Soldat gewesen war und nicht selbst mit einrücken konnte.“ Friedrich Langewiesche war ein Nationalist, der die Wehrmacht glorifizierte. Der nationalkonservative Friedrich Langewiesche war von der demokratischen Entwicklung in der Weimarer Republik nicht begeistert. Als Mitglied des Alldeutschen Verbandes bewegte sich Langewiesche in einer Grauzone zwischen Monarchie und Republik.

### Stahlhelm
Als der Alldeutsche Verband im Schatten der NSDAP in den 1920er Jahren an Bedeutung verlor, trat er dem Stahlhelm bei. Seine politische Orientierung nahm allmählich militantere Züge an. Der Stahlhelm, Bund der Frontsoldaten entwickelte sich als Kriegerverband nach seiner Gründung 1918 zu einer politischen Gruppierung, die entschieden gegen die Demokratie eintrat. Im Laufe der 1920er Jahre näherte sich der Stahlhelm zunehmend der nationalsozialistischen Ideologie an. Die im Jahre 1923 gegründete Bünder Stahlhelm-Ortsgruppe gehörte mit ihren 200 Mitgliedern zu den größten Ortsgruppen im Kreis Herford. Als Stahlhelm-Mitglied versuchte Friedrich Langewiesche nach dem Ersten Weltkrieg die soldatische Traditionspflege und den Respekt vor dem Soldatentum zu unterstützen. Vor allem über seine sportlichen Ambitionen fand er Anknüpfungspunkte an die Auffassung des Wehrverbandes, „den Wehrwillen im pazifistisch verseuchten Volke wieder zu wecken“.

### Deutsche Volkspartei
Obwohl grundsätzlich antidemokratisch eingestellt, arbeiteten Mitglieder des Bünder Stahlhelms im Stadtparlament mit, unter ihnen auch Friedrich Langewiesche. Er war, nachdem Bünde 1902 aus dem Amtsverband ausgetreten war, in die Stadtverordnetenversammlung gewählt worden, dessen Mitglied er bis 1923 blieb. Nach seinem Rückzug aus dem Stadtparlament gehörte er von 1926 bis 1930 der rechtsliberalen Deutschen Volkspartei (DVP) an. In Bünde prägten Angehörige des Handwerks und des Bildungsbürgertums die Politik der DVP. Der örtliche Parteivorsitzende, Studienrat Friedrich Rumbke, zählte zu den wichtigsten Meinungsführern in der Stadt.
Im Sommer 1933 löste sich die DVP auf. Viele Mitglieder traten in die NSDAP ein. Friedrich Langewiesche zögerte seinen Beitritt zur NSDAP noch hinaus. Im Westfälischen Heimatbund verlor er deshalb seinen Posten als Heimatgebietsleiter für Minden-Ravensberg. Trotz dieser Abstrafung durch die nationalsozialistischen Machthaber näherte Langewiesche sich dem Nationalsozialismus an.

### Nationalsozialismus
Bereits 1935 wurde in Langewiesches Publikation Sinnbilder germanischen Glaubens im Wittekindland der nationalsozialistische Duktus seines Denkens erkennbar. In diesem schmalen, 82 Seiten starken Buch heißt es beispielsweise in der Einleitung: „Alter Heldengeist ist in unserem Volke wieder erwacht und hat ein uralt heiliges Heilszeichen sich als Sinnbild erkoren zum Kampf für den Sieg des nordischen Menschen und für den Sieg der schaffenden Arbeit.“ Friedrich Langewiesche versuchte in der zweiten Hälfte der 1930er Jahre und Anfang der 1940er Jahre, sich dem politischen System der Nationalsozialisten anzupassen, um weiter seinen heimatkundlichen Arbeiten nachgehen zu können. Die Erkenntnisse aus seiner Sinnbild-Studie flossen nach 1937 in die Arbeit am Kreisheimat-, Tabak- und Zigarrenmuseum ein.
Friedrich Langewiesche war sicherlich zu Beginn der 1930er Jahre noch kein überzeugter Nationalsozialist, aber für ihn waren Heimat, Volkstum und Rasse nicht nur Begriffe der Identifikation, sondern im nationalsozialistischen Sinne auch der Ausschließung und Bekämpfung bestimmter Bevölkerungsgruppen. Dem Heimatforscher Langewiesche wurden im Verlaufe der 1930er Jahre die politischen Einstellungen der NSDAP zu eigen, denn sie unterstützten seine Interessen. 1939 trat Friedrich Langewiesche dann in die NSDAP ein. Außerdem beantragte er über den SS-Obersturmbannführer K.H. Weigel Geld für seine Sinnbild-Forschungen und erhielt insgesamt in den Jahren 1937 und 1938 von der Forschungsgemeinschaft Deutsches Ahnenerbe einen Zuschuss von 1.000 Reichsmark.
Die positive Haltung zur nationalsozialistischen Führung kam selbst in einem inoffiziellen, an seine Freunde und Verwandten gerichteten, sehr persönlichen Nachruf auf seinen Sohn Fritz, der Anfang Februar 1943 in der Schlacht von Stalingrad gefallen war, zum Ausdruck. Friedrich Langewiesche spricht in diesem Brief „vom blonden, blauäugigen Knaben“, dem die „Treue zu Führer und Vaterland (…) ein heiliges Vermächtnis war.“ In seinen Veröffentlichungen während der NS-Diktatur ist zu erkennen, dass Langewiesche sich die NS-Ideologie weitgehend zu eigen gemacht hatte. Er rezipierte nicht nur die nationalsozialistische Sinnbildkunde, sondern entwickelte und propagierte eine eigene, regionale Variante. Seine Vorstellungen verbreitete er bei vielen Vorträgen, auch im Rundfunk. Noch 1944 trug er zu „seinem“ Thema vor. Als im Nationalsozialismus anerkannte Autorität wurde er in zahlreichen Zeitungsartikeln als Referenz zu Propagandazwecken herangezogen, insbesondere um den Postulaten der Blut-und-Boden-Ideologie Glaubwürdigkeit zu verleihen.

## Ehrungen
Im Mai 1940 wurde Friedrich Langewiesche mit dem Goldenen Verdienstkreuz ausgezeichnet.

## Schriften
- Beiträge zur altgermanischen Landeskunde. In: Programm des Realprogymnasiums in Entwicklung zu Bünde i. W. Bünde 1905, S. 3–5.
- Germanische Siedelungen im nordwestlichen Deutschland zwischen Rhein und Weser. Nach dem Berichte des Ptolemäus. In: Beilage zum Jahresbericht des Realprogymnasiums zu Bünde. Bünde 1910, S. 3–13.